# La Tribuna (novela)
La Tribuna, publicada en 1883, es una novela escrita por Emilia Pardo Bazán considerada la primera novela social publicada en España e introductora del Naturalismo.

## Contexto
La Tribuna es la tercera novela de Emilia Pardo Bazán. Los primeros años de la década de 1880 fueron cruciales tanto para la trayectoria de la autora como para el desarrollo de la novela española. La obra fue escrita en un contexto marcado por los primeros debates sobre el naturalismo literario. Poco antes de su publicación, Pardo Bazán contribuyó a estos debates con una serie de artículos en el diario madrileño La Época, que se recopilaron en junio del mismo año bajo el título La cuestión palpitante.
Es considerada la primera novela española en tener como protagonista al mundo obrero. Aunque este mundo ya había aparecido en novelas de folletín, esta obra se distingue por las características documentales propias del naturalismo, un enfoque que Pardo Bazán introduce. La segunda edición de la Gran Enciclopedia Soviética le otorgó este mérito, destacando a Emilia Pardo Bazán como "la primera persona en la literatura de España que refleja, verdaderamente, la vida de la clase obrera".
Es la única novela de la autora en la que se hace referencia a acontecimientos históricos concretos que influyen de manera significativa en la vida de los personajes. A través de esta obra, la autora incorpora tanto el contexto político y social de la Revolución de 1868 como las experiencias de la clase trabajadora en un entorno urbano, destacando las interacciones entre los personajes y el impacto de los eventos históricos en sus vidas cotidianas.
La autora estudió en detalle muchos aspectos de la novela con el rigor característico del naturalismo que defendía. La autora realizó varias visitas a la fábrica de tabacos de La Coruña para conocer de primera mano el ambiente, los personajes y las actividades que intentaba retratar. Esto se refleja en los pasajes en los que describe el proceso de elaboración de los cigarros y el entorno de las obreras, lo que revela un cuidadoso estudio y una notable capacidad de observación.

## Sinopsis
La novela tiene como protagonista a Amparo, una joven de origen humilde que vive en Marineda, nombre ficticio de La Coruña. Amparo trabaja con su padre en la venta de barquillos, mientras su madre, una extrabajadora de la fábrica de tabacos, está paralítica y postrada en cama. Gracias a la recomendación de un militar llamado Borrén, Amparo consigue trabajo en la fábrica de tabacos de Marineda. Su padre la reemplaza en el negocio familiar con un aldeano llamado Chinto, quien se enamora de Amparo, pero ella lo rechaza y desprecia.
Con el estallido de la revolución de septiembre de 1868, muchas de las obreras de la fábrica simpatizan con la República. Amparo se destaca como una de las líderes entre sus compañeras, leyendo la prensa y promoviendo fervorosamente los ideales republicanos. Su habilidad para hablar de manera fluida y apasionada, así como su lucha por los más desfavorecidos, le otorgan el apodo de "La Tribuna".
La belleza de Amparo atrae la atención de Baltasar, un joven de una familia acomodada de Marineda. A pesar de sus dudas iniciales, Amparo se entrega a él tras la promesa de matrimonio. Sin embargo, cuando Amparo queda embarazada, Baltasar la rechaza, ya que tiene planes de casarse con una joven de su misma clase social. La novela termina con el nacimiento del hijo de Amparo y la proclamación de la República, lo que refleja la situación social y política de la época.